# Jeff Yagher
Jeff Yagher, né le 18 janvier 1961 à Lawrence, Kansas, est un acteur américain.

## Biographie
Après des études à l'université d'État de l'Ohio et à l'université Yale, il se fait connaître comme acteur en interprétant l'un des personnages principaux de la série télévisée V. Il interprète Tom Hanson dans le pilote de la série 21 Jump Street mais est remplacé par Johnny Depp. Il fait des apparitions dans de nombreuses séries télévisées, jouant des rôles récurrents dans Star Trek: Voyager et Six Feet Under.
Il est le frère du maquilleur et responsable des effets spéciaux Kevin Yagher. Il s'est marié avec l'actrice Megan Gallagher

## Filmographie

### Cinéma
- 1989 : Shag (en) de Zelda Barron (en) : Jimmy Valentine
- 1996 : Président ? Vous avez dit président ? : Dorothy / Lieutenant Ralph Fleming
- 1998 : Opération Pandora : Bruce Bobbins
- 2003 : Hôtesse à tout prix : Ghost Rider
- 2005 : Mr. et Mrs. Smith : 40's Man
- 2012 : Atlas Shrugged: Part II : Jeff Allen
- 2014 : Atlas Shrugged: Part III : Jeff Allen

### Télévision
- 1984-1985 : V (série télévisée, 19 épisodes) : Kyle Bates
- 1985 : Magnum (série télévisée, saison 6 épisode 9) : Lieutenant Andy Hawkes
- 1986 : Poirot joue le jeu (téléfilm) : Eddie South
- 1986 : La Cinquième Dimension (série télévisée, saison 2 épisode 1) : Gary Pitkin / Elvis Presley
- 1987 : Arabesque : Wayne Beeler
- 1989 : L'espion bionique (Bionic showdown) (téléfilm) : Jim Goldman
- 1990 : Les Contes de la crypte (série télévisée, saison 2 épisode 14) : Enoch
- 1990 : Shangri-La Plaza (téléfilm) : George Bondo
- 1990 : Arabesque : Scott Fielding
- 1993 : Arabesque : Marcus Rule (saison9 épisode : Radio mortelle)
- 1995 : Columbo (série télévisée, saison 13 épisode 1) : Teddy McVeigh
- 1996 : Seinfeld (série télévisée, saison 7 épisode 11) : John
- 1998 : Orage sur la tour de contrôle (téléfilm) : Jack Lowe
- 1998 : Millennium (série télévisée, saison 3 épisode 5) : Mark Bianco
- 2000 : Profiler (série télévisée, saison 4 épisode 12) : Jason Bendross
- 2000 : Star Trek: Voyager (série télévisée, saison 7 épisodes 9 et 10) : Iden
- 2004 : Angel (série télévisée, saison 5 épisode 19) : Ed, potentat des Frères de la férocité
- 2004-2005 : Six Feet Under (série télévisée, 6 épisodes) : Hoyt
- 2005 : Alias (série télévisée, saison 4 épisode 20) : Greyson Wells
- 2007 : FBI : Portés disparus (série télévisée, saison 5 épisode 24) : Gary Sedgwick
- 2009 : Bones (série télévisée, saison 4 épisode 24) : Sean Mortenson
- 2009 : Les Experts (série télévisée, saison 10 épisode 7) : Brett McDowell